# Arthur David Hall
Arthur David Hall III (Fredericksburg (Virginia), 1925 – 31 maart 2006) was een Amerikaans elektrotechnicus en was een pionier op het gebied van de systeemwetenschap. 
Hall studeerde aan de Princeton-universiteit en werkte vele jaren bij Bell Labs voor hij een eigen adviesbureau begron. Hij was een van de oprichter van de IEEE en schreef verschillende boeken over systeemkunde, onder andere het A methodology of Systems Engineering uit 1962. 